# Zugerberg
Zugerberg är ett bergsmassiv i Schweiz. Det ligger i kantonen Zug, i den centrala delen av landet. Högsta toppen på Zugerberg är 1 039 meter över havet. Massivet har flera toppar.
Zugerberg är främst täckt av blandskog.